# Кілер (Каліфорнія)
Кілер (англ. Keeler) — переписна місцевість (CDP) в США, в окрузі Іньйо штату Каліфорнія. Населення — 71 особа (2020).

## Географія
Кілер розташований за координатами 36°29′5″ пн. ш. 117°52′19″ зх. д. / 36.48472° пн. ш. 117.87194° зх. д. (36.484621, -117.872047).  За даними Бюро перепису населення США в 2010 році переписна місцевість мала площу 3,37 км², уся площа — суходіл.

## Демографія
Згідно з переписом 2010 року, у переписній місцевості мешкало 66 осіб у 40 домогосподарствах у складі 17 родин. Густота населення становила 20 осіб/км².  Було 67 помешкань (20/км²).
Расовий склад населення:
| - 95,5 % — білих - 3,0 % — азіатів |

До двох чи більше рас належало 1,5 %. Частка іспаномовних становила 9,1 % від усіх жителів.
За віковим діапазоном населення розподілялося таким чином: 13,6 % — особи молодші 18 років, 53,1 % — особи у віці 18—64 років, 33,3 % — особи у віці 65 років та старші. Медіана віку мешканця становила 59,3 року. На 100 осіб жіночої статі у переписній місцевості припадало 120,0 чоловіків;  на 100 жінок у віці від 18 років та старших — 147,8 чоловіків також старших 18 років.
За межею бідності перебувало 13,4 % осіб, у тому числі 0,0 % дітей у віці до 18 років та 9,3 % осіб у віці 65 років та старших.
Цивільне працевлаштоване населення становило 36 осіб. Основні галузі зайнятості: мистецтво, розваги та відпочинок — 38,9 %, освіта, охорона здоров'я та соціальна допомога — 25,0 %, транспорт — 22,2 %.